# Le Bon Roi Dagobert
Le Bon Roi Dagobert is een Frans-Italiaanse film van Dino Risi die werd uitgebracht in 1984. 

## Verhaal
Begin van de 7e eeuw. De karavaan van de merovingische koning Dagobert I wordt overvallen door een roversbende. Soldaten worden vermoord en vrouwen worden verkracht. Dagobert slaagt erin te ontsnappen. Om boete te doen voor zijn liederlijk leven en om zijn dank uit te drukken vertrekt hij op pelgrimstocht naar Rome waar hij paus Honorius I om genade wil vragen. 
In Rome wemelt het van de complotten en de moordenaars. Bovendien komt Dagobert tot de ontdekking dat de paus een bedrieger is en dat de keizer van het Byzantijnse Rijk hem een hand boven het hoofd houdt. Hij wordt tot over zijn oren verliefd op Héméré, de zus van de keizer. De valse paus wordt mede door zijn toedoen ontmaskerd. 
Daarna keert Dagobert terug naar zijn rijk waar de monnik Otarius, zijn belangrijkste raadgever, echter tegen hem samenzweert.

## Rolverdeling
| Acteur              | Personage                    |
| ------------------- | ---------------------------- |
| Coluche             | Dagobert I                   |
| Ugo Tognazzi        | de paus en zijn dubbelganger |
| Michel Serrault     | Otarius                      |
| Carole Bouquet      | Héméré                       |
| Michael Lonsdale    | Eligius                      |
| Isabella Ferrari    | Chrodilde                    |
| Francesco Scali     | Landek                       |
| Sabrina Siani       | Berthilde                    |
| Venantino Venantini | Demetrius, de handelaar      |